# غزال غرانت
غزال غرانت (الاسم العلمي: Nanger granti) حيوان يعيش في المناطق القاحلة من جنوب السودان وإثيوبيا إلى وسط تنزانيا، ومن السواحل الصومالية الكينية إلى بحيرة فيكتوريا. تقديرات المسج الجوي تعطي حوالي 140000 فرداً من هذا النوع.